# Юдифь (опера)
«Юди́фь» — опера русского композитора Александра Серова в 5 действиях, либретто Константина Званцова и Дмитрия Лобанова с участием Аполлона Майкова. Первая постановка — Петербург, Мариинский театр, 16 мая 1863 г., при участии Константина Лядова; Москва, Большой театр, 15 сентября 1865 г. Создана по мотивам библейской легенды о Юдифь (Юдит).

## История создания
В 1860 году Серов увидел на сцене итальянскую артистку Аделаиду Ристори в роли Юдифи в одноименной трагедии Паоло Джакометти и решил написать оперу на этот сюжет. Несмотря на то, что ситуация, образы и эпоха произведения не связаны с русской действительностью XIX в., Серов создал интересный контраст голодного и сурового образа окруженной Ветилуи с ярким лагерем ассирийцев.
Считают, что на принципы оперы повлияла драматургия оперы Михаила Глинки «Иван Сусанин». Автор сумел сконцентрировать внимание на образах двух антагонистов: Юдифь является символом нравственной чистоты и веры в божьи законы, а Олоферн — тиран и зверь, который поклоняется только собственным инстинктам.
Главные герои лишены динамики, все внимание автор пытается сосредоточить на ярком фоне. Убедительная и темпераментная музыка оперы позволила ей достичь большого успеха уже во время премьеры. Это признали даже идейные враги композитора, например, Модест Мусоргский. В главных партиях выступали впоследствии известные российские певцы: Федор Стравинский, Федор Шаляпин (Олоферн) и Фелия Литвин, Наталия Ермоленко-Южина и Марта (Мария) Валицка (Юдифь).

## Сюжет
Тему оперы композитор взял из Книги Иудифи (Юдифи), входящий в второканонические тексты Библии. Город Ветилуи страдает от осады ассирийских войск, которые возглавляет Олоферн. Жителям грозит голод. Смелая Иудифь проникает в лагерь врага и покоряет своей красотой Олоферна. Полководец устраивает большой пир и, наконец, засыпает пьяный. Иудифь отрубает ему голову и возвращается в Ветилуи. Ассирийские воины, увидев отрубленную голову своего вождя, возвышающуюся на стенах города, в отчаянии бегут.

## Запись
| Год  | Организация                                                                                   | Дирижёр         | Солисты | Издатель и каталожный номер | Примечания |
| ---- | --------------------------------------------------------------------------------------------- | --------------- | --- | --------------------------- | ---------- |
| 1991 | Государственный академический русский хор СССР, Мужской камерный хор, Оркестр Большого театра | Андрей Чистяков | Юдифь - Ирина Удалова, Авра, её рабыня - Елена Заремба, Олоферн - Михаил Крутиков (Светлов), Вагоа, начальник его гарема - Николай Васильев, Озия, старейшина - Анатолий Бабыкин, Ахиор, вождь аммонитян - Вл. Кудряшов, Асфанез, приближенный Олоферна - Ст. Сулейманов, Элиаким, жрец - Петр Глубокий, Хармий, старейшина - Макс. Михайлов II, одалиски - Ирина Журина, Марина Шутова, исполнитель индийской песни - Лев Кузнецов |                             |            |